# Mladá Boleslav
Mladá Boleslav (niem. Jungbunzlau) – miasto statutarne w Czechach, w kraju środkowoczeskim o obszarze 28,89 km². 
Na początku 2024 roku, z populacją wynoszącą ponad 46 tys., miasto zajmowało 23. miejsce pod względem liczby ludności w Czechach.
Leży na lewym brzegu rzeki Izera.
Mladá Boleslav jest siedzibą powiatu Mladá Boleslav. Od 1 stycznia 2003 powiaty nie są już jednostką podziału administracyjnego Czech, jednak podział na powiaty zachowały sądy, policja i niektóre inne urzędy państwowe. Został również zachowany dla celów statystycznych.
Mladá Boleslav jest siedzibą koncernu Škoda Auto oraz zespołu Škoda WRC. W mieście rozwinął się przemysł elektrotechniczny oraz spożywczy. W mieście znajduje się teatr oraz muzeum.

## Demografia
Liczba ludności miasta według danych z 31 grudnia 2003 wynosi 43 684.
| Przedział wiekowy | Ogółem | Mężczyźni | Kobiety |
| ----------------- | ------ | --------- | ------- |
| 0-14              | 14,6%  | 15,1%     | 14,1%   |
| 15-64             | 72,9%  | 74,9%     | 70,9%   |
| 65+               | 12,5%  | 9,9%      | 15,0%   |

## Szkolnictwo
W mieście działają:
| Rodzaj szkoły     | Liczba szkół |
| ----------------- | ------------ |
| Przedszkola       | 12           |
| Szkoły podstawowe | 9            |
| Szkoły średnie    | 13           |

## Urodzeni w Mladej Boleslavi
- František Gellner (1881–1914), poeta
- Adina Mandlová (1910-1991), aktorka
- Přemysl Sobotka (1944-), polityk
- Jan Železný (1966-), oszczepnik
- Jiří Vlček (1978-), wioślarz
- Radim Vrbata (1981-), hokeista
- Martin Havlát (1981-), hokeista

## Sport
- FK Mladá Boleslav – klub piłkarski
- BK Mladá Boleslav – klub hokejowy
- AC Mladá Boleslav – klub lekkoatletyczny

## Miasta partnerskie
- Dieburg
- King’s Lynn
- Pezinok
- Vantaa